# سیارک ۷۸۶۰
سیارک ۷۸۶۰ (به انگلیسی: 7860 Zahnle، نامگذاری:1980PF) هفت هزار و هشتصد و شصتمین سیارک کشف شده‌است که در ۶ اوت ۱۹۸۰ کشف شد.
قدر مطلق سیارک برابر ۱۴٫۲۰ است.